# Államok vezetőinek listája 1943-ban
Ezen az oldalon az 1943-ban fennálló államok vezetőinek névsora olvasható földrészek, majd országok szerinti bontásban.

## Európa
- Albánia
- Az Albán Királyságot 1943. szeptemberében szállta meg Németország.
  - Uralkodó – III. Viktor Emánuel albán király (1939–1943)
  - Helytartó– 
    1. Francesco Jacomoni (1939–1943)
    2. Alberto Pariani (1943), Albánia helytartója

  - Régens – Mehdi Frashëri, a régenstanács elnöke (1943-1944), lista
  - Kormányfő – 
    1. Mustafa Kruja (1941–1943)
    2. Eqrem Libohova (1943)
    3. Maliq Bushati (1943)
    4. Eqrem Libohova (1943)
    5. Mehdi Frashëri (1943)
    6. Rexhep Mitrovica (1943–1944), lista
- Andorra (parlamentáris társhercegség)
  - Társhercegek
    - Francia társherceg – Philippe Pétain (1940–1944), lista
    - Episzkopális társherceg – 
      1. Ricard Fornesa i Puigdemasa (1940–1943), ügyvivő
      2. Ramon Iglesias i Navarri (1943–1969), lista
- Belgium (monarchia)
  - Német kormányzó – Alexander von Falkenhausen (1940–1944)
  - Belga kormány száműzetésben
Uralkodó – III. Lipót király (1934–1951) (házi őrizetben)[1]
Kormányfő - Hubert Pierlot (1939–1945), lista
- Bolgár Cárság (monarchia)
  - Uralkodó – 
    1. III. Borisz cár (1918–1943)
    2. II. Simeon cár (1943–1946)

  - Régens – 
    1. Bogdan Filov (1943)
    2. Dobri Bozsilov (1943)
    3. Kirill herceg, Bogdan Filov, Nikola Mihov, (1943–1944) régenstanács

  - Kormányfő – 
    1. Bogdan Filov (1940–1943)
    2. Petur Gabrovszki (1943)
    3. Dobri Bozsilov (1943–1944), lista
- Cseh–Morva Protektorátus (német protektorátus)
  - Német kormányzó - 
    1. Konstantin von Neurath (1939–1943)
    2. Kurt Daluege (1942–1943), ügyvezető
    3. Wilhelm Frick (1943–1945)

  - Államfő - Emil Hácha (1938–1945), lista
  - Kormányfő – Jaroslav Krejčí (1942–1945), lista
  - Csehszlovák emigráns kormány
    - Elnök - Edvard Beneš (1940–1945)
    - Kormányfő - Jan Šrámek (1940–1945)
- Dánia (német megszállás alatt)
  - Uralkodó – X. Keresztély király (1912–1947)
  - Régens – Frigyes koronaherceg (1942–1943)
  - Kormányfő – 
    1. Erik Scavenius (1942–1943)
    2. nincs (1943–1945), lista

  - Német kormányzó - Werner Best (1942–1945)
- Egyesült Királyság (parlamentáris monarchia)
  - Uralkodó – VI. György Nagy-Britannia királya (1936–1952)
  - Kormányfő – Winston Churchill (1940–1945), lista
- Finnország (köztársaság)
  - Államfő – Risto Ryti (1940–1944), lista
  - Kormányfő – 
    1. Johan Wilhelm Rangell (1941–1943)
    2. Edwin Linkomies (1943–1944), lista

  -  Åland –
    - Kormányfő – Viktor Strandfält (1938–1955)
- Franciaország (köztársaság)
  - Államfő – Philippe Pétain (1940–1944), lista
  - Kormányfő - Pierre Laval (1942–1944)
- Görögország (a tengelyhatalmak megszállása alatt)
  - Német kormányzó – 
    1. Günther Altenburg (1941–1943)
    2. Hermann Neubacher (1943–1944)

  - Olasz kormányzó – Pellegrino Ghigi (1941–1943)
  - Államfő –
    1. Konsztandínosz Logothetópulosz (1942–1943)
    2. Joannisz Rallisz (1943–1944), lista

  - Görög emigráns kormány
  - Uralkodó – II. György király (1935–1947)
  - Kormányfő – Emanuíl Cuderósz (1941–1944)
- Hollandia (német megszállás alatt)
  - Német kormányzó - Arthur Seyß-Inquart (1940–1945)
  - Holland emigráns kormány
  - Uralkodó – Vilma királynő (1890–1948)
  - Miniszterelnök – Pieter Sjoerds Gerbrandy (1940–1945), lista
- Horvátország (német bábállam, német megszállás alatt)
  - Uralkodó – II. Tomiszláv király (1941–1943)
  - Államfő – Ante Pavelić (1941–1945)
  - Kormányfő – 
    1. Ante Pavelić (1941–1943)
    2. Nikola Mandić (1943–1945)
- Izland (parlamentáris monarchia)
  - Uralkodó - X. Keresztély (1918–1944)
  - Régens - Sveinn Björnsson (1941–1944)
  - Kormányfő – Björn Þórðarson (1942–1944), lista
- Írország
  - Uralkodó – VI. György ír király (1936–1949)
  - Államfő – Douglas Hyde (1938–1945), lista
  - Kormányfő – Éamon de Valera (1932–1948), lista
- Jugoszláv Királyság majd Jugoszlávia (monarchia, majd köztársaság)
- A Demokratikus Föderatív Jugoszláv Köztársaságot 1943. november 29-én kiáltották ki.
  - A kommunista párt vezetője – Josip Broz Tito (1936–1980), a Jugoszláv Kommunista Liga Elnökségének elnöke
  - Államfő – Ivan Ribar (1943–1953), Jugoszlávia Elnöksége elnöke, lista
  - Kormányfő – Josip Broz Tito (1943–1963), lista
  - Jugoszláv emigráns kormány
    - Uralkodó – II. Péter király (1934–1945)[2]
    - Kormányfő –
      1. Slobodan Jovanović (1942–1943)
      2. Miloš Trifunović (1943)
      3. Božidar Purić (1943–1944), lista
- Lengyelország (Németország annektálta)
  - Lengyel emigráns kormány
  - Államfő – Władysław Raczkiewicz (1939–1947)
  - Kormányfő –
    1. Władysław Sikorski (1939–1943)
    2. Stanisław Mikołajczyk (1943–1944), lista
- Liechtenstein (parlamentáris monarchia)
  - Uralkodó – II. Ferenc József herceg (1938–1989)
  - Kormányfő – Josef Hoop (1928–1945), lista
- Luxemburg (Németország annektálta)
  - Luxembourgi emigráns kormány
  - Uralkodó – Sarolta nagyhercegnő (1919–1964)[3]
  - Kormányfő – Pierre Dupong (1937–1953),[4] lista
- Magyar Királyság (monarchia)
  - Államfő – Horthy Miklós (1920–1944), lista
  - Kormányfő – Kállay Miklós (1942–1944), lista
- Monaco (olasz/német megszállás alatt)
- 1943. szeptember 9-én az olasz megszállást felváltotta a német megszállás.
  - Uralkodó – II. Lajos herceg (1922–1949)
  - Államminiszter – Émile Roblot (1937–1944), lista
- Montenegró (olasz/német megszállás alatt)
- 1943. szeptember 10-én az olasz megszállást felváltotta a német megszállás.
  - Kormányzó –
    1. Alessandro Pirzio Biroli (1941–1943)
    2. Curio Barbasetti di Prun (1943), olasz kormányzó
    3. Theodor Geib (1943–1944) német kormányzó

  - Kormányfő – 
    1. Blažo Đukanović (1941–1943)
    2. Ljubo Vukčevič (1943–1945), a Nemzeti Bizottság elnöke
- Németország
- 1943. június 26-án a neve Nagynémet Birodalomra változott.
  - Államfő - Adolf Hitler (1934–1945), lista
- Norvégia (német megszállás alatt)
  - Német kormányzó - Josef Terboven (1940–1945)
  - Kormányfő – Vidkun Quisling (1942–1945)
  - Norvég emigráns kormány:
  - Uralkodó – VII. Haakon király (1905–1957)[5]
  - Kormányfő - Johan Nygaardsvold (1935–1945),[5] lista
- Olaszország
  -  Olasz Királyság (monarchia)
  - Uralkodó -III. Viktor Emánuel király (1900–1946)
  - Kormányfő – 
    1. Benito Mussolini (1922–1943)
    2. Pietro Badoglio (1943–1944), lista

  -  Olasz Szociális Köztársaság (német bábállam)
  - 1943. szeptember 23-án alapították.
    - Államfő - Benito Mussolini (1943–1945)
- Portugália (köztársaság)
  - Államfő – Óscar Carmona (1926–1951), lista
  - Kormányfő – António de Oliveira Salazar (1933–1968), lista
- Román Királyság (monarchia)
  - Uralkodó – I. Mihály király (1940–1947)
  - Kormányfő – Ion Antonescu (1940–1944), lista
- San Marino (köztársaság)
  - San Marino régenskapitányai:
    1. Carlo Balsimelli és Renato Martelli (1942–1943)
    2. Marino Michelotti és Bartolomeo Manzoni Borghesi (1943)
    3. Marino Della Balda és Sante Lonfernini (1943–1944), régenskapitányok
- Spanyolország (totalitárius állam)
  - Államfő – Francisco Franco (1936–1975)
  - Kormányfő – Francisco Franco (1938–1973), lista
- Svájc (konföderáció)
  - Szövetségi Tanács:[6]
  - Marcel Pilet-Golaz (1928–1944), Philipp Etter (1934–1959), Ernst Wetter (1938–1943), Enrico Celio (1940–1950), elnök, Eduard von Steiger (1940–1951), Karl Kobelt (1940–1954), Walther Stampfli (1940–1947), Ernst Nobs (1943–1951)
- Svédország (parlamentáris monarchia)
  - Uralkodó – V. Gusztáv király (1907–1950)
  - Kormányfő – Per Albin Hansson (1936–1946), lista
- Szerbia (német megszállás alatt)
  - Német kormányzó – 
    1. Paul Bader (1941–1943), Szerbia főparancsnoka
    2. Hans Felber (1943–1944), Délkelet-Európa parancsnoka

  - Kormányfő – Milan Nedić (1941–1944), a Szerb Nemzeti Megmentés kormányának elnöke
- Szlovákia (részben elismert állam)
  - Államfő – Jozef Tiso (1939–1945) lista
  - Kormányfő – Vojtech Tuka (1939–1944) lista
- Szovjetunió (szövetségi népköztársaság)
  - A kommunista párt vezetője – Joszif Sztálin (1922–1953), a Szovjetunió Kommunista Pártjának főtitkára
  - Államfő – Mihail Kalinyin (1919–1946), lista
  - Kormányfő – Joszif Sztálin (1941–1953), lista
- Vatikán (abszolút monarchia)
  - Uralkodó – XII. Piusz pápa (1939–1958)
  - Államtitkár – Nicola Canali bíboros (1939–1961), lista

## Afrika
- Dél-afrikai Unió (monarchia)
  - Uralkodó – VI. György, Dél-Afrika királya (1936–1952)
  - Főkormányzó – 
    1. Sir Patrick Duncan (1937–1943)
    2. Nicolaas Jacobus de Wet (1943–1946), Dél-Afrika kormányát igazgató tisztviselő

  - Kormányfő – Jan Smuts (1939–1948), lista
- Egyiptom (monarchia)
  - Uralkodó – I. Farúk király (1936–1952)
  - Kormányfő – Musztafa en-Nahhász Pasa (1942–1944), lista
- Etiópia (monarchia)
  - Uralkodó – Hailé Szelasszié császár (1930–1974)[7]
  - Miniszterelnök – Makonnen Endelkacsu (1942–1957), lista
- Libéria (köztársaság)
  - Államfő – Edwin Barclay (1930–1944), lista

## Dél-Amerika
- Argentína (köztársaság)
  - Államfő – 
    1. Ramón S. Castillo (1942–1943)
    2. Arturo Rawson (1943)
    3. Pedro Pablo Ramírez (1943–1944), lista
- Bolívia (köztársaság)
  - Államfő – 
    1. Enrique Peñaranda (1940–1943)
    2. Gualberto Villarroel (1943–1946), lista
- Brazília (köztársaság)
  - Államfő – Getúlio Vargas (1930–1945), lista
- Chile (köztársaság)
  - Államfő – Juan Antonio Ríos (1942–1946), lista
- Ecuador (köztársaság)
  - Államfő – Carlos Alberto Arroyo del Río (1940–1944), lista
- Kolumbia (köztársaság)
  - Államfő – Alfonso López Pumarejo (1942–1945), lista
- Paraguay (köztársaság)
  - Államfő – Higinio Moríñigo (1940–1948), lista
- Peru (köztársaság)
  - Államfő – Manuel Prado Ugarteche (1939–1945), lista
  - Kormányfő – Alfredo Solf y Muro (1939–1944), lista
- Uruguay (köztársaság)
  - Államfő – 
    1. Alfredo Baldomir (1938–1943)
    2. Juan José de Amézaga (1943–1947), lista
- Venezuela (köztársaság)
  - Államfő – Isaías Medina Angarita (1941–1945), lista

## Észak- és Közép-Amerika
- Amerikai Egyesült Államok (köztársaság)
  - Államfő – Franklin D. Roosevelt (1933–1945), lista
- Costa Rica (köztársaság)
  - Államfő – Rafael Ángel Calderón Guardia (1940–1944), lista
- Dominikai Köztársaság (köztársaság)
  - De facto országvezető – Rafael Trujillo Molina (1930–1961)
  - Államfő – Rafael Trujillo Molina (1942–1952), lista
- Salvador (köztársaság)
  - Államfő – Maximiliano Hernández Martínez (1935–1944), lista
- Guatemala (köztársaság)
  - Államfő – Jorge Ubico (1931–1944), lista
- Haiti (köztársaság)
  - Államfő – Élie Lescot (1941–1946), lista
- Honduras (köztársaság)
  - Államfő – Tiburcio Carías Andino (1933–1949), lista
- Kanada (parlamentáris monarchia)
  - Uralkodó – VI. György király (1936–1952)
  - Főkormányzó – Alexander Cambridge (1940–1946), lista
  - Kormányfő – William Lyon Mackenzie King (1935–1948), lista
- Kuba 
  - Államfő – Fulgencio Batista (1940–1944), lista
  - Kormányfő – Ramón Zaydín (1942–1944), lista
- Mexikó (köztársaság)
  - Államfő – Manuel Ávila Camacho (1940–1946), lista
- Nicaragua (köztársaság)
  - Államfő – Anastasio Somoza (1937–1947), lista
- Panama (köztársaság)
  - Államfő – Ricardo Adolfo de la Guardia Arango (1941–1945), lista

## Ázsia
- Afganisztán (monarchia)
  - Uralkodó – Mohamed Zahir király (1933–1973)
  - Kormányfő – Mohammad Hasim Khan (1929–1946), lista
- Burma (japán bábállam)
- 1943. augusztus 1-jén, a japán megszállás alatt kiáltotta ki függetlenségét.
  - Államfő - Ba Mo (1943–1945)
  - Kormányfő - Ba Mo (1942–1945)
- Fülöp-szigetek (japán bábállam)
- 1943. október 14-én, a japán megszállás alatt kiáltotta ki függetlenségét.
  - Államfő – José P. Laurel (1943–1945), lista
- Irak (monarchia)
  - Uralkodó – II. Fejszál király (1939–1958)
  - Régens – 'Abd al-Ilah régens (1941–1953)
  - Kormányfő – Núri al-Szaid (1941–1944), lista
- Irán (monarchia)
  - Uralkodó – Mohammad Reza Pahlavi sah (1941–1979)
  - Kormányfő –
    1. Ahmad Kavam (1942–1943)
    2. Ali Szoheili (1943–1944), lista
- Japán (császárság)
  - Uralkodó – Hirohito császár (1926–1989)
  - Kormányfő – Tódzsó Hideki (1941–1944), lista
- Jemen (monarchia)
  - Uralkodó – Jahia Mohamed Hamidaddin király (1904–1948)[8]
- Kína (köztársaság)
  - Államfő – 
    1. Lin Szen (1931–1943)
    2. Csang Kaj-sek (1943–1949), Kína Nemzeti Kormányának elnöke, lista

  - Kormányfő – Csang Kaj-sek (1939–1945), lista
  -  Nankingi Kínai Köztársaság (japán bábállam)
    - Államfő - Vang Csing-vej (1940–1944)

  -  Mandzsukuo (japán bábállam)
    - Uralkodó - Pu Ji (1932–1945)
    - Kormányfő - Csang Csing-huj (1935–1945)

  -  Tibet (el nem ismert, de facto független állam)
    - Uralkodó – Tendzin Gyaco, Dalai láma (1937–)[9]
- Libanon (köztársaság)
- Nagy Libanon 1943. novemberében nyerte el függetlenségét.
  - Államfő – Becsara El Khúri (1943–1952), lista
  - Kormányfő – Riad asz-Szolh (1943–1945), lista
- Maszkat és Omán (abszolút monarchia)
  - Uralkodó – III. Szaid szultán (1932–1970)
- Mongólia (népköztársaság)
  - A kommunista párt vezetője – Jumdzságin Cedenbál (1940–1954), a Mongol Forradalmi Néppárt Központi Bizottságának főtitkára
  - Államfő – Goncsigín Bumcend (1940–1953), Mongólia Nagy Népi Hurálja Elnöksége elnöke, lista
  - Kormányfő – Horlógín Csojbalszan (1939–1952), lista
- Nepál (alkotmányos monarchia)
  - Uralkodó – Tribhuvana király (1911–1950)
  - Kormányfő – Dzsuddha Samser Dzsang Bahadur Rana (1932–1945), lista
- Szaúd-Arábia (abszolút monarchia)
  - Uralkodó – Abdul-Aziz király (1902–1953)[10]
- Thaiföld (parlamentáris monarchia)
  - Uralkodó – Ananda Mahidol király (1935–1946)
  - Kormányfő – Plek Pibunszongram (1938–1944), lista
- Törökország (köztársaság)
  - Államfő – İsmet İnönü (1938–1950), lista
  - Kormányfő – Şükrü Saracoğlu (1942–1946), lista
- Tuva (népköztársaság)
  - A kommunista párt főtitkára – Szalcsak Toka (1932–1944)
  - Államfő – Hertek Ancsimaa-Toka (1940–1944)
  - Kormányfő – Szarig-Dongak Csimba (1940–1944)

## Óceánia
- Ausztrália (parlamentáris monarchia)
  - Uralkodó – VI. György Ausztrália királya (1936–1952)
  - Főkormányzó – Alexander Hore-Ruthven (1936–1945), lista
  - Kormányfő – John Curtin (1941–1945), lista
- Új-Zéland (parlamentáris monarchia)
  - Uralkodó – VI. György Új-Zéland királya (1936–1952)
  - Főkormányzó – Sir Cyril Newall (1941–1946), lista
  - Kormányfő – Peter Fraser (1940–1949), lista